# 池田佳代 (アニメーター)
池田 佳代（いけだ かよ）は日本の女性アニメーター。 『機動戦士ガンダム00 セカンドシーズン』において、初めて作画監督に抜擢された。

## 主な参加作品

### テレビアニメ
- ギャラクシーエンジェル第3期（2002）原画
- SPACE PIRATE CAPTAIN HERLOCK（2003）動画
- MONSTER（2004～2005）原画
- ARIA The ANIMATION（2005）原画
- コードギアス 反逆のルルーシュ（2006~2007）原画
- 機動戦士ガンダム00 ファーストシーズン（2007～2008）原画
- 機動戦士ガンダム00 セカンドシーズン（2008～2009）作画監督、原画
- はなまる幼稚園（2010年）作画監督
- 機動戦士ガンダムAGE（2011年）作画監督
- 革命機ヴァルヴレイヴ（2013年）作画監督
- ガンダムビルドファイターズ（2013年）作画監督
- ガンダムビルドファイターズトライ（2014年）作画監督

### OVA
- 機動戦士ガンダムSEED C.E.73 STARGAZER（2006）原画